# Свентес
Све́нтес (латыш. Sventes ezers; Свентское озеро) — озеро в Латвии, расположенное на территории Свентской волости Аугшдаугавского края. Вытекает река Пикраша.
Озеро является охраняемым природным заповедником. Максимальная глубина достигает 38 м. Характер дна разный: от каменистого до глинистого и песчаного. На озере четыре острова общей площадью 4,2 га, самый крупный из них — остров Вишню площадью 1,7 га. В водах озера водятся 7 видов рыб.